# Wraith: el olvido
Wraith: El Olvido (cuyo título original en inglés es Wraith: The Oblivion) es un juego de rol, el cuarto juego del sistema narrativo, creado y desarrollado por White Wolf para dar vida a un entorno de criaturas sobrenaturales en un hábitat contemporáneo denominado Mundo de Tinieblas. En él los jugadores interpretan el rol de wraiths, Muertos sin Reposo, fantasmas atrapados en el tormento que espera a quienes mueren con asuntos pendientes en el mundo de los vivos. En España ha sido publicado por La Factoría de Ideas.

## Ambientación
El protagonista es un fantasma o wraith, uno de los Muertos sin Reposo. Una vez estuvo vivo, pero al morir se negó a ello. Todo lo que le queda ahora son sus sentimientos (Amor, Esperanza, Envidia, Odio) y los recuerdos. En el Inframundo, de hecho, durante siglos se han ido acumulando las almas de todos los que han ido muriendo a lo largo de los tiempos y tenían un motivo para seguir en este mundo. Muchas de estas almas se han agrupado en diferentes Imperios a semejanza de las naciones mortales que existían en la Tierra de los vivos en el momento de sus muertes, fundándose así el Imperio Oscuro del Hierro (lo que vendría a ser el reflejo de Occidente), el Imperio Oscuro de Jade (lo que vendría a ser el reflejo de Asia), el  Imperio Oscuro del Marfil (reflejo de África) y otros muchos más más allá de la Tempestad.
Dentro del Imperio Oscuro del Hierro, también conocido como Estigia, han aparecido diferentes organizaciones y sociedades bajo la protección o la enemistad eterna del Imperio que no dudaran de captar a toda alma que encuentren a su causa, Renegados, Herejes o los 16 Gremios entre otros. La principal ley del Imperio es el Dictum Mortuum que prohíbe expresamente cualquier iteración con los vivos. Además pronto se descubre cuál es la principal materia prima del Inframundo, las Almas.
El Olvido, la representación de todo cuanto teme un Muerto sin Reposo, la Nada, el Vacío, la negación de toda existencia, ese miedo que siente cualquier vivo al pensar en la Muerte como el fin de todo; todavía clama el alma del protagonista. Y una parte de él, su Sombra, como la llaman los wraiths, intenta enviarlo derecho a él.

## El Mundo
Los Wraiths son criaturas de pasión. Carecen de un cuerpo físico, no obstante sus propiedades espirituales y sus fuertes sentimientos les permiten desarrollar poderes con los que influir en la Tierra de la Piel, como también se conoce el mundo de los vivos (literalmente sus pasiones son capaces de superar su propia muerte). No obstante los Wraiths se ven extremadamente limitados por el Manto, la barrera mística que separa la Tierra de la Piel de la Tierra de las Sombras, donde habitan los wraiths, dicha barrera es más fuerte en lugares donde impera la alegría, la incredulidad, mientras que se hace más débil donde impera el miedo a la muerte, Cementerios, Casas Encantadas, son buenos ejemplos de estos lugares que cuando el Manto es más débil de lo normal llegan a conocerse como Moradas, especialmente valoradas por los wraiths que quieren tener una vía de entrada a la Tierra de la Piel.
El mundo de los wraiths, el Inframundo o Baja Umbra como lo llaman otros seres es mucho más que un reflejo de nuestro mundo. Su parte más cercana a la Tierra de la Piel es conocida como la Tierra de las Sombras, se encuentra superpuesta a nuestro mundo y es un reflejo más oscuro de él. Los wraiths están condenados a vagar por esta versión corrupta y marchita de nuestro mundo. Más allá se encuentra la Tempestad, un océano desolado azotado por temibles Tormentas de Almas o Maelstroms y en el que se encuentran perdidas diferentes Islas donde los wraiths habitan cuando no pueden permanecer en la Tierra de las Sombras. Aquí se encuentran los Imperios Oscuros y cuentan los rumores más allá de la Tempestad las Costas Lejanas, que según dicen los Muertos Sin Reposo cada isla puede ser un Cielo o Infierno. Y por debajo de la misma Tempestad yace el Laberinto donde habitan los wraiths que han sido devorados por sus Sombras hasta convertirse en Espectros, donde se dice mora su señor, el mismo Olvido.
La existencia de cada wraith reside en una batalla interna y externa por vencer al Olvido y completar sus propios objetivos personales, que no distan tanto de los de cualquier mortal. En sobrevivir en un mundo que insiste en que está muerto. En defender las ideas de su facción. En evitar que los Espectros acaben con él. Y que tu Sombra te haga la "vida" imposible.
En todo momento de la existencia de un wraith llega el punto en que solo quedan dos salidas, la Trascendencia y el Olvido. La primera vendría ser algo así como pasar a la siguiente vida, por supuesto es un mito entre muchos muertos sin reposo, desmentido por muchos otros y pocos saben en verdad como alcanzarla ya que los que lo consiguen nunca vuelven (o eso se cree) para contar su experiencia. El principal inconveniente es que dar el "paso" implica aceptar que debes continuar, pocos wraiths tienen la fuerza de voluntad para ello, para aceptar sus propias muertes, para dejar que su amor continua su vida sin el, para perdonar al borracho que lo atropello aquel sábado por la noche... La otra opción es rendirse. El Olvido no es la Destrucción, es el Vacío que queda tras la Destrucción. Aquellos que deciden escuchar los consejos de su sombra terminan siendo devorados por él. La mayoría de los que son devorados por él terminan convertidos en Espectros, Wraiths cuya existencia se puede definir como maldad pura.

## Sistema de juego
El sistema de juego de Wraith: El Olvido es el así llamado Sistema Narrativo, que era propio de la extinta editorial White Wolf. Actualmente pertenece a la editorial estadounidense Onyx Path.

## Traducciones al español
- La primera edición estadounidense del juego nunca ha sido traducida por lo que permanece inédita en español.

- La segunda edición de Wraith fue traducida al español en noviembre de 1997 por la editorial madrileña La Factoría de Ideas.[3]

## El final de Wraith: El Olvido y el comienzo de Orpheus
Wraith: El Olvido cerró su línea en 1999 dando fin a la metatrama del juego en un libro titulado Ends of Empire (el fin del imperio), inédito en español. Es por ello que nunca existió una segunda edición revisada. En su lugar se publicó en 2003 un juego de rol llamado Orpheus, que es el equivalente de Wraith: El Olvido edición revisada con la salvedad de que el juego está orientado a otro tipo de personajes, el inframundo ha cambiado radicalmente tras los acontecimientos relatados en Ends of Empire y se continúa la historia desde el punto de vista de los investigadores y proyectores de la empresa Orpheus.